# Sungai Langkai
Sungai Langkai is een bestuurslaag in het regentschap Batam van de provincie Riau-archipel, Indonesië. Sungai Langkai telt 35.648 inwoners (volkstelling 2010).